# Erika Jordan
Erika Jordan (* 18. Mai 1982 in Ansbach, BR Deutschland) ist eine US-amerikanische Schauspielerin und Model. Sie ist auch unter dem Namen Yasmin bzw. Jasmin Yeganeh bekannt.

## Leben
Nach ihrer frühen Kindheit in Ansbach in Bayern zog Erika im Alter von sechs Jahren nach Tucson in Arizona, wo sie zur Schule ging. Mit 18 Jahren zog sie schließlich weiter nach Los Angeles, Kalifornien, um einen Einstieg in die Schauspielbranche zu finden. Sie ist zertifizierte Fitness-Trainerin.

## Karriere
Nach ihrem Umzug nach Los Angeles arbeitete sie zunächst als Model für diverse Fitness-Magazine, bis sie schließlich ihre erste Hauptrolle in dem B-Movie Attack of the Virgin Mummies erhielt. 2002 trat sie als Wettermädchen bei Weekend Flash (Playboy TV) auf, wurde dann Co-host bei Totally Busted beim gleichen Sender und wurde für eine wiederkehrende Rolle in der Serie Canoga Park gebucht.
Jordan spielt häufig in erotischen Komödien mit, die bei Cinemax ausgestrahlt werden. Während sie bei Sexy Wives Syndrom von Jim Wynorski als Dana noch eine Nebenrolle spielte, tritt sie in Naughty Reunion von MRG Entertainment als Taylor Cassidy auf, die sich mit mehreren ehemaligen Klassenkameraden trifft. Im Jahr 2012 veröffentlichten Carnal Candidate Political Kink spielte sie als Assistentin Karen mit. Ebenfalls 2012 spielte sie in zwei Erotikkomödien von Fred Olen Ray mit. In Dirty Blondes from Beyond als Commander Tharis, die mit Imperatorin Krell (Christine Nguyen) die flüchtige Prinzessin Fara sowie ihre Leibwächterin Vema verfolgen. In Baby Dolls Behind Bars spielt sie die Diebin Maggie Grey. Ebenfalls spielt sie in den 2013 veröffentlichten Filmen Strippers from Another World und Intergalactic Swingers von Dean McKendrick die jeweiligen Hauptrollen Marge und Candy.
Neben der Arbeit als Model und in Fernsehfilmen steht sie auch in Bondage-Videos vor der Kamera und arbeitet als Host bei Events und Handelsmessen, sowie als Hauptmodel (Spokesmodel) für Peach DVD, Just Tires, Malibu Springs, Vantage Point und International Auto Saloon.
Zusätzlich war sie in mehreren Playboy-Ausgaben zu sehen und tauchte sowohl in den „Playboy's Sexy 100“ als auch den „Top 100 Maxim's Hometown Hotties“ als eine der 100 schönsten Frauen der Welt auf.

## Trivia
Als Jasmin Yeganeh wird sie im Booklet zum Album Indestructible der Nu-Metal-Band Disturbed in den Danksagungen aufgeführt.

## Filmografie (Auswahl)
- 2004: Hotel Decadence
- 2005: Alley Dogs
- 2006: Totally Busted (TV-Serie)
- 2007: Sin City Diaries (TV-Serie, 1 Folge)
- 2007–2008: Canoga Park (TV-Serie, 10 Folgen)
- 2011: Sexy Wives Sindrome
- 2011: Barely Legal
- 2011: Naughty Reunion
- 2012: Carnal Candidate Political Kink
- 2012: Celebrity Sex Tape
- 2012: Dirty Blondes from Beyond
- 2012: Piranhaconda
- 2012: Baby Dolls Behind Bars
- 2013: House of Lies (TV-Serie, 1 Folge)
- 2013: Zane's the Jump Off (TV-Serie, 6 Folgen)
- 2013: Strippers from Another World
- 2013: Intergalactic Swingers
- 2014: Stacked Racks from Mars
- 2014: After Midnight
- 2014: Weekend Sexcapades
- 2015: Bikini Avengers
- 2015: College Coeds vs. Zombie Housewives
- 2015: Sharknado 3: Oh Hell No!
- 2015: All American Bikini Car Wash